# CPK 착색

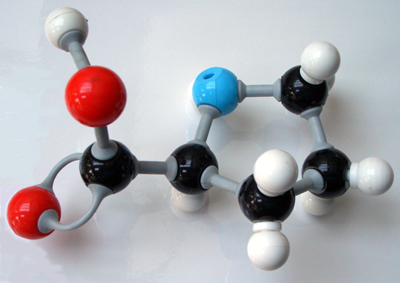
프롤린의 플라스틱 공-막대 모형. 이 모형은 일반적으로 CPK 색상을 준수한다.

CPK 착색(CPK coloring, Corey-Pauling-Koltun의 경우)은 화학에서 분자 모형에서 다양한 화학 원소의 원자를 구별하기 위해 널리 사용되는 색상 규칙이다.

## 역사
아우구스트 빌헬름 폰 호프만(August Wilhelm von Hofmann)은 1858년 아우구스트 케쿨레(August Kekule)의 화학 구조 이론 도입과 1861년 알렉산더 크럼 브라운(Alexander Crum Brown)의 인쇄된 구조식 도입에 이어 유기 화학에 분자 모델을 최초로 도입한 것으로 보인다. 런던 왕립 연구소에서 열린 금요일 저녁 강연에서 1865년 4월 7일, 그는 메탄, 에탄, 염화메틸과 같은 단순한 유기 물질의 분자 모델을 전시했는데, 이 물질은 얇은 황동 튜브와 서로 연결된 다양한 색상의 테이블 크로케 공으로 구성되었다. 호프만의 원래 색 구성표(탄소 = 검정색, 수소 = 흰색, 질소 = 파란색, 산소 = 빨간색, 염소 = 녹색, 황 = 노란색)는 이후의 색 구성표로 발전했다.

## 같이 보기
- 공-막대 모형